# Prix Grand-Duc Adolphe

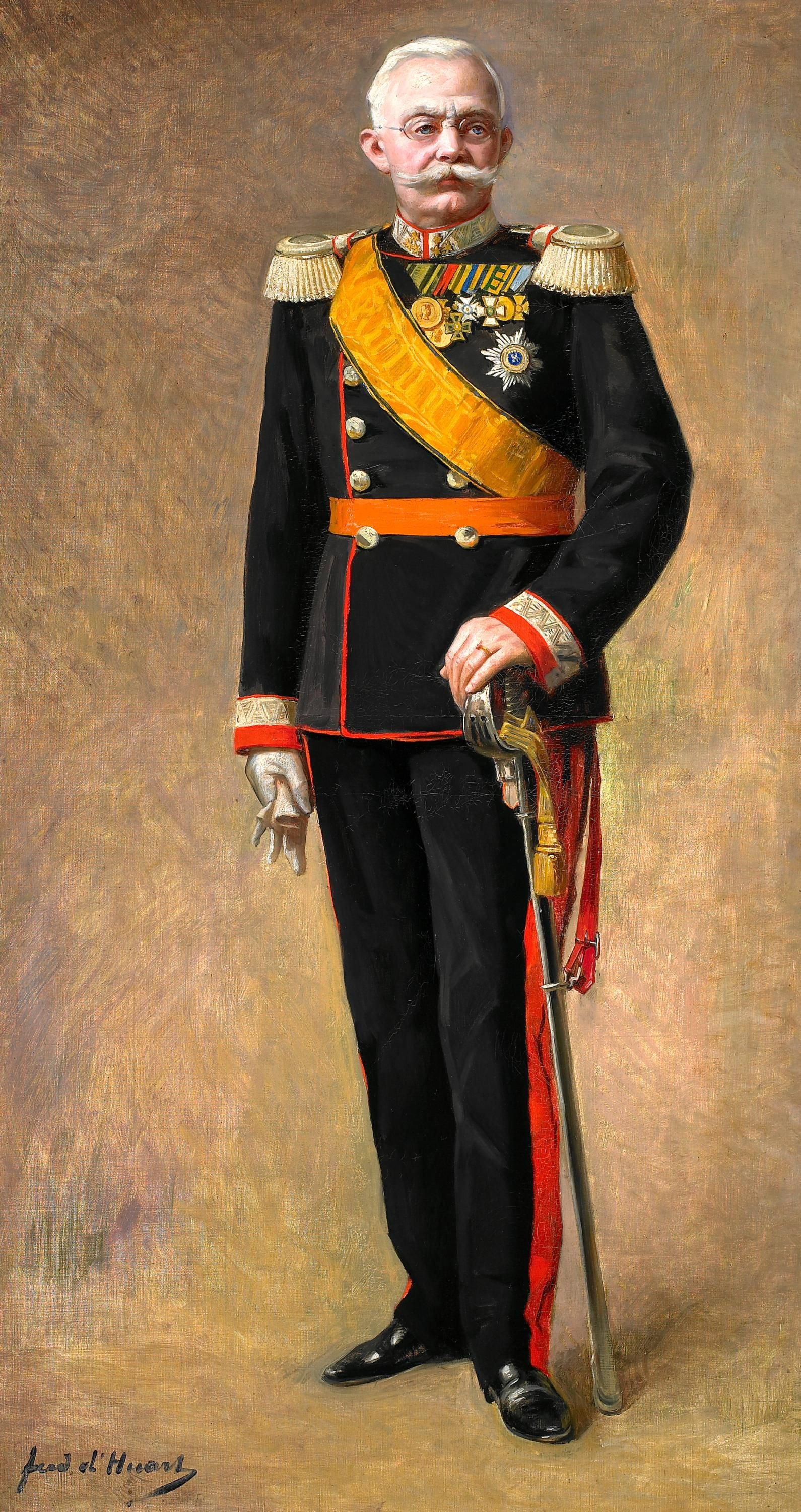
Naamgever Adolf van Luxemburg, geschilderd door Ferdinand d'Huart

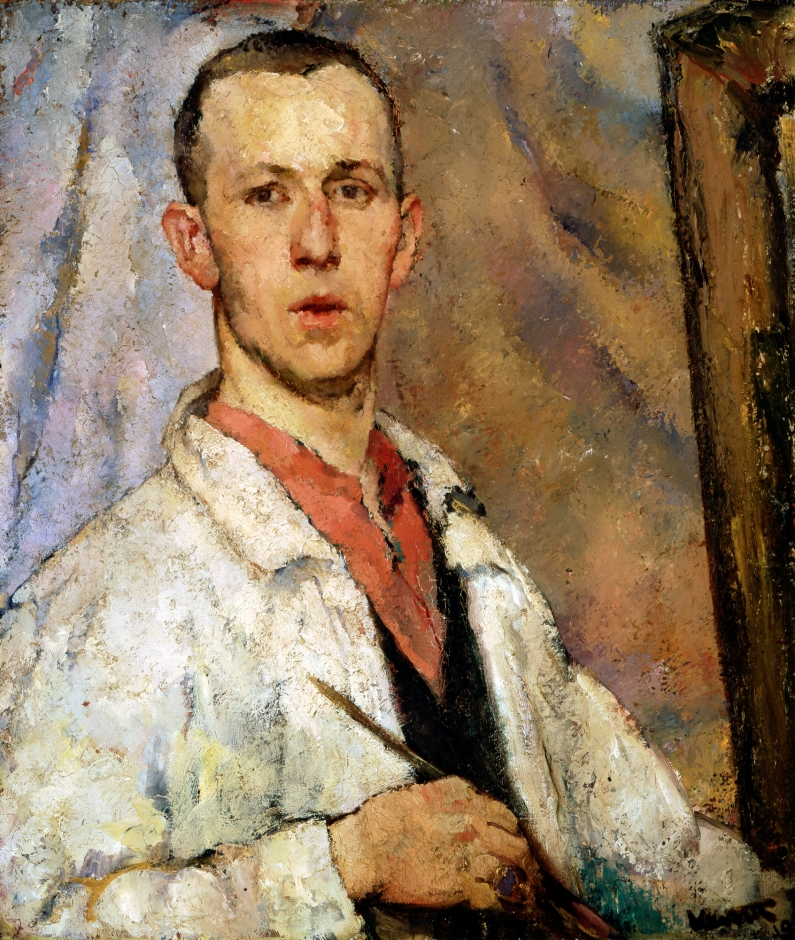
Zelfportret (1919) van de expressionistische schilder Joseph Kutter, die op de Salon du CAL 1924 de Prix Grand-Duc Adolphe won.

De Prix Grand-Duc Adolphe (Frans voor Groothertog Adolphe-prijs) is een Luxemburgse kunstprijs die tweejaarlijks wordt toegekend. De prijs is vernoemd naar groothertog Adolf van Luxemburg.

## Achtergrond
Op initiatief van groothertogin-gemalin Adelheid Marie, die zelf schilderde, stelde haar echtgenoot in 1902 de Concours pour le Prix de S.A.R. le Grand-Duc de Luxembourg in. Kunstenaars die minimaal twee keer eerder hadden meegedaan aan een tentoonstelling van de Cercle Artistique de Luxembourg (CAL) werden hiervoor uitgenodigd. Jean Mich was dat jaar de eerste kunstenaar die de prijs ontving. Tot de latere winnaars behoren Albert Kratzenberg (1928, 1932), Charles Kohl (1956, 1962), Dominique Lang (1904, 1919). Isabelle Lutz (2001, 2015) en Carine Kraus (2013, 2015), die de prijs tweemaal ontvingen. Frantz Kinnen (1947, 1950 en 1956) ontving 'm driemaal.
Toekenning
Bij de Cercle Artistique de Luxembourg (CAL) aangesloten en niet-aangesloten kunstenaars die in Luxemburg wonen, Luxemburgse kunstenaars die in het buitenland wonen en buitenlandse kunstenaars die zijn uitgenodigd door een lid van de CAL mogen deelnemen aan de Salon du CAL, een jaarlijkse tentoonstelling. Kunstenaars kunnen maximaal drie werken voorleggen aan een jury die beslist over de toelating van de kunstenaars. Deelnemers aan de Salon kunnen meedingen naar de Prix Grand-Duc Adolphe, de Prix Pierre Werner, de Prix Révélation en de Prix Jeune Talent.
De jury voor de Prix Grand-Duc Adolphe bestaat uit vijf personen: twee vertegenwoordigers van de groothertog, een vertegenwoordiger van de minister van Cultuur en de voorzitter en een bestuurslid van de CAL. De jury doet een voorstel, maar de groothertog beslist uiteindelijk over toekenning van de prijs. De prijs wordt tweejaarlijks toegekend (tot 1995 vrijwel jaarlijks) en uitgereikt op het groothertogelijk paleis. De winnaar ontvangt een diploma en een bedrag van 5000 euro.

## Laureaten
- 1902 - Jean Mich, beeldhouwer
- 1903 - niet toegekend
- 1904 - Dominique Lang en Frantz Seimetz, schilders
- 1905 - Albert Breisch, edelsmid
- 1906 - Guido Oppenheim, schilder
- 1907 - Auguste van Werveke en Jean Curot, schilders
- 1908 - Joseph-Germain Strock, schilder
- 1909 - Jean-Baptiste Wercollier en Claus Cito, beeldhouwers
- 1910 - Paul Wigreux, architect
- 1911 - Pierre Blanc, schilder
- 1912 - niet toegekend
- 1913 - Angelina Drumaux, schilder en Etienne Galowich, kunstsmid
- 1914 - Nicolas Birnbaum en Pierre Kipgen, toegepaste kunst
- 1915 - André Thyes, schilder
- 1916 - Eugène Mousset, schilder
- 1917 - Jean-Pierre Koenig, architect
- 1918 - Auguste Trémont, schilder
- 1919 - Dominique Lang, schilder
- 1920 - Frantz Heldenstein, beeldhouwer
- 1921 - niet toegekend
- 1922 - Jean-Pierre Beckius, schilder
- 1923 - Michel Haagen, kunstsmid, beeldhouwer
- 1924 - Jean Schaack en Joseph Kutter, schilders
- 1925 - Eugène Kurth, schilder
- 1926 - Félix Corrent, schilder
- 1927 - Josy Meyers, schilder
- 1928 - Albert Kratzenberg, beeldhouwer
- 1929 - Léon Nosbusch, beeldhouwer
- 1930 - Marcel Langsam, kunstsmid
- 1931 - Jean-Pierre Lamboray, schilder
- 1932 - Albert Kratzenberg, beeldhouwer
- 1933 - Mathias Reckinger, schilder
- 1934 - niet toegekend
- 1935 - Aloyse Bové, architect
- 1936 - Michel Stoffel, schilder
- 1937 - Simone Lutgen, beeldhouwer
- 1938 - Félix Glatz, tekenleraar
- 1939 - 1945 - niet toegekend
- 1946 - Will Kesseler, schilder
- 1947 - Frantz Kinnen, schilder
- 1948 - Aurelio Sabbatini, beeldhouwer
- 1949 - niet toegekend
- 1950 - Will Kesseler en Frantz Kinnen, schilders
- 1951 - Edmond Goergen, schilder
- 1952 - Charlotte Engels, beeldhouwer
- 1953 - Coryse Kieffer, schilder
- 1954 - Jean-Pierre Calteux en Henri Dillenburg, schilders
- 1955 - niet toegekend
- 1956 - Frantz Kinnen, schilder en Charles Kohl, beeldhouwer
- 1957 - Émile Hulten, beeldhouwer
- 1958 - Will Dahlem en Jean-Pierre Junius, schilders
- 1959 - Emile Kirscht en Alphonse Nies, schilders
- 1960 - Roger Bertemes en Jean-Pierre Thilmany, schilders
- 1961 - niet toegekend
- 1962 - Ben Heyart, schilder en Charles Kohl, beeldhouwer
- 1963 - Yola Mersch-Reding, schilder
- 1964 - Marie-Thérèse Juchem-Kolbach en Roger Koemptgen, schilders
- 1965 - Alfred Steinmetzer, schilder
- 1966 - niet toegekend
- 1967 - Jean Leyder, schilder
- 1969 - Roger Kieffer, Paul Reichling en Joseph Grosbusch, schilders
- 1970 - Michel Breithoff en Gust Graas, schilders
- 1971 - Roger Dornseiffer, Arthur Unger en Édouard-Marie Weber, schilders
- 1972 - Roger Roemer, schilder
- 1973 - Fernande Klein en Joseph Welter, toegepaste kunst
- 1974 - niet toegekend
- 1975 - Henri Kraus, schilder
- 1976 - Ota Nalezinek, schilder
- 1977 - Fränz Hulten, schilder
- 1978 - niet toegekend
- 1979 - Gérard Claude, aquarellist
- 1980 - Sylvie-Anne Thyes, graveur
- 1981 - Albert Haas, beeldhouwer
- 1982 - Charles Reinertz, schilder
- 1983 - Andrée Wirion, toegepaste kunst
- 1984 - Ferd Medinger en Paul Roettgers, schilders
- 1985 - 1986 niet toegekend
- 1987 - Marc Frising, graveur
- 1988 - niet toegekend
- 1989 - Annette Weiwers-Probst, schilder
- 1990 - Jeannot Lunkes, schilder
- 1992 - Marie-Josée Kerschen, beeldhouwer
- 1995 - Patricia Lippert, schilder
- 1997 - Jeannot Bewing, beeldhouwer
- 1999 - Anna Recker, schilder
- 2001 - Isabelle Lutz, schilder
- 2003 - Sonja Roef, schilder, beeldhouwer
- 2005 - Luc Ewen, fotograaf
- 2007 - Miikka Heinonen, fotograaf
- 2009 - Dani Neumann, schilder
- 2011 - Marc Bertemes, schilder
- 2013 - Carine Kraus, schilder
- 2015 - Carine Kraus en Isabelle Lutz, schilders
- 2017 - Miikka Heinonen, fotograaf[3]
- 2019 - Franz Ruf, schilder[4]
- 2021 - Catherine Lorent[5]
- 2023 - Julien Hübsch[6]